# Jiuying
Jiuying (kinesiska: 旧营, 旧营白族彝族苗族乡) är en socken i Kina. Den ligger i provinsen Guizhou, i den sydvästra delen av landet, omkring 210 kilometer sydväst om provinshuvudstaden Guiyang. Antalet invånare är 17608. Befolkningen består av 8 486 kvinnor och 9 122 män. Barn under 15 år utgör 23,0 %, vuxna 15-64 år 64 %, och äldre över 65 år 11,0 %.